# Krasne Małe
Krasne Małe [pronunciación en polaco: /ˈkrasnɛ ˈmawɛ/] es un pueblo ubicado en el distrito administrativo de Gmina Jasionówka, dentro del Condado de Mońki, Voivodato de Podlaquia, en el norte de Polonia oriental. Se encuentra aproximadamente a 10 kilómetros al sur de Jasionówka, a 21 kilómetros al sureste de Mońki, y a 23 kilómetros al norte de la capital regional Białystok.